# 二重スパイ
二重スパイ（double agent、double secret agent）は、諜報活動において、組織（政府）のために敵組織（政府）をスパイしながら、その敵組織（政府）から逆に組織（政府）をスパイするよう雇われた人物のこと。逆スパイともいう。
二重スパイは一般に、敵組織に潜入したスパイによって新たに育成するか、スパイを寝返らせる。捕まえたスパイを処刑すると脅かして二重スパイに仕立てたり、二重スパイをリダブル・エージェントにする。二重スパイは情報を得られる部署に所属しているが、離反者はそうでないため、二重スパイとは呼ばれない。しかし離反するまで情報を得られる部署に所属していた離反者もいたりする。
二重スパイは防諜目的に敵側に偽情報を伝えることもよくある。その場合、以前から真実の情報を与えて敵側の信頼を得ておく。そうした情報は真実であるが役に立たなかったり、逆効果だったりする情報にしておく。
日本ではよく混同されるが、「二重スパイ」と「逆スパイ」は別の存在で、2つの国（組織）に相手の情報を売り利益を得るのが「二重――」で、敵組織に仲間を装って潜入しネットワークを破壊したりするのは「逆――」。

## 二重スパイの例
| 戦争                           | スパイ コードネーム                                                          | 国籍・民族                          | 忠誠心                                                   | 潜入先                                             | 備考 |
| ------------------------------ | ---------------------------------------------------------------------------- | ----------------------------------- | -------------------------------------------------------- | -------------------------------------------------- | --- |
| 清教徒革命 1639 – 1651         | サミュエル・モーランド                                                       | イングランド                        | イングランド王政復古                                     | イングランド共和国                                 | |
| 清教徒革命 1639 – 1651         | リチャード・ウィリス卿                                                       | イングランド                        | イングランド共和国                                       | イングランド王政復古                               | |
| 第一次世界大戦 1914 – 1918     | マタ・ハリ                                                                   | オランダ                            | ドイツ帝国                                               | フランス第三共和政                                 | |
| 第二次世界大戦 1939 – 1945     | マチルド・カレ "女猫"                                                        | フランス                            | ダブルクロス・システム                                   | ダブルクロス・システム                             | |
| 第二次世界大戦 1939 – 1945     | ロマン・チェルニャフスキ "ブルータス"                                        | ポーランド                          | ダブルクロス・システム                                   | ダブルクロス・システム                             | |
| 第二次世界大戦 1939 – 1945     | エディ・チャップマン "ジグザグ"                                              | イングランド                        | ダブルクロス・システム                                   | アプヴェーア                                       | 第二次世界大戦中にドイツのアプヴェーアに潜入しMI5に情報を提供。ドイツから厚く信頼されていて、イギリス人で唯一鉄十字勲章を授与された。 |
| 第二次世界大戦 1939 – 1945     | ウォルター・ディケッツ "セロリ"                                              | イングランド                        | ダブルクロス・システム (1940-1943)                       | アプヴェーア                                       | 元・イギリス海軍航空隊将校。アプヴェーアに潜入し、イギリス侵略計画を報告。"スノー"と共に暗躍。                                        |
| 第二次世界大戦 1939 – 1945     | ロジャー・グロジャン "フィド"                                                | フランス                            | ダブルクロス・システム                                   | ダブルクロス・システム                             | イギリスのために働いた空軍パイロット                                                                                                  |
| 第二次世界大戦 1939 – 1945     | クリスティアーン・リンデマンス "キングコング"                                | オランダ                            | アプヴェーア (1944)                                      | SOE (1940-1944) オランダ・レジスタンス (1941-1944) | |
| 第二次世界大戦 1939 – 1945     | アーサー・オーウェンス "スノー"                                              | ウェールズ                          | ダブルクロス・システム                                   | ダブルクロス・システム                             | |
| 第二次世界大戦 1939 – 1945     | ジョニー・ジェブセン "ジョニー" "アーティスト"                               | ドイツ                              | アプヴェーア (1939-1941) MI6 (1941-1945)                 | アプヴェーア (1941-1945)                           | 反ナチのドイツ諜報将校でイギリスの二重スパイ。ドゥシャン・ポポヴを勧誘。                                                              |
| 第二次世界大戦 1939 – 1945     | ドゥシャン・ポポヴ "ダスコ" "トライシクル" "イヴァン"                        | セルビア人                          | VOA (1939-1945) アプヴェーア (1940-1941) MI6 (1940-1945) | アプヴェーア (1941-1945)                           | |
| 第二次世界大戦 1939 – 1945     | イヴァン・ポポヴ "ララ" "エースクラップ" "ドレッドノート" "ハンス"           | セルビア人                          | VOA (1939-1945) アプヴェーア (1940-1944) MI6 (1941-1945) | アプヴェーア (1941-1945)                           | ドゥシャン・ポポヴの兄弟。ゲシュタポ親衛隊中佐。                                                                                      |
| 第二次世界大戦 1939 – 1945     | ジョン・ハーバートとニール・モー "マットとジェフ"                            | ノルウェー                          | ダブルクロス・システム                                   | ダブルクロス・システム                             | |
| 第二次世界大戦 1939 – 1945     | トール・グラッド "マットとジェフ"                                            | ノルウェー                          | ダブルクロス・システム                                   | ダブルクロス・システム                             | |
| 第二次世界大戦 1939 – 1945     | フアン・プホル・ガルシア "ガルボ"                                            | スペイン人                          | ダブルクロス・システム                                   | ダブルクロス・システム                             | |
| 第二次世界大戦 1939 – 1945     | ヨハン・ヴェンツェル                                                         | ポーランド                          | 〜1942 赤いオーケストラ 1942〜 ゲシュタポ                | 〜1942 ナチス・ドイツ 1942〜 ソビエト連邦          | |
| 第二次世界大戦 1939 – 1945     | ウィリアム・G・セボルド "トランプ"                                           | ドイツ アメリカ市民                 | FBI (1939)                                               | アプヴェーア (1939)                                | デュケインのスパイ網を参照 |
| 冷戦 1947 – 1991               | オルドリッチ・エイムズ                                                       | アメリカ合衆国                      | KGB                                                      | CIA (1957-1994)                                    | |
| 冷戦 1947 – 1991               | ジョン・ケアンクロス "リスト"                                                | スコットランド人                    | MGB ケンブリッジ・ファイヴ                               | MI5 (1941-1944) GC&CS (1942-1943) MI6 (1944-1945)  | |
| 冷戦 1947 – 1991               | アンソニー・ブラント "ジョンソン"                                            | イングランド                        | NKVD ケンブリッジ・ファイヴ                              | MI5                                                | |
| 冷戦 1947 – 1991               | ガイ・バージェス "ヒックス"                                                  | イングランド                        | MGB ケンブリッジ・ファイヴ                               | MI5 (1939-1941) 外務・英連邦省 (1944-1956)         | |
| 冷戦 1947 – 1991               | ドナルド・マクリーン "ホーマー"                                              | イングランド                        | MGB ケンブリッジ・ファイヴ                               | MI5 MI6                                            | |
| 冷戦 1947 – 1991               | キム・フィルビー "スタンリー"                                                | イングランド イギリス領インド帝国生 | MGB ケンブリッジ・ファイヴ                               | MI6                                                | |
| 冷戦 1947 – 1991               | ジョージ・ブレイク                                                           | オランダ                            | KGB                                                      | MI6                                                | |
| 冷戦 1947 – 1991               | オレグ・ゴルディエフスキー "サンビーム" "ノクトン" "ピムリコ" "オベーション" | ロシア                              | MI6 (1968-2008)                                          | KGB (1963-1985)                                    | 1985年にモスクワで拉致。2ヶ月後、イギリスに脱出                                                                                       |
| 冷戦 1947 – 1991               | マテイ・パベル・ハイドゥク                                                   | ルーマニア人                        | DST (1981)                                               | DIE (1975-1982)                                    | 1981年にフランスへ亡命。 |
| 冷戦 1947 – 1991               | ドミトリー・ポリャコフ                                                       | ウクライナ                          | FBI CIA                                                  | GRU                                                | 1988年に処刑。 |
| 冷戦 1947 – 1991               | ロバート・ハンセン                                                           | アメリカ                            | GRU                                                      | FBI                                                | 映画『アメリカを売った男』は彼の事件に基づく。                                                                                        |
| 冷戦 1947 – 1991               | オレグ・ペンコフスキー "ヒーロー"                                            | ロシア                              | NSA MI6                                                  | GRU                                                | |
| 冷戦 1947 – 1991               | スティグ・ベルイリン                                                         | スウェーデン                        | GRU                                                      | スウェーデン公安警察（SÄPO）                       | 1978年、反逆罪で終身刑。 |
| 中東戦争 1948 –                | アシュラフ・マルワーン                                                       | エジプト人                          | モサド                                                   | エジプト                                           | |
| バスク紛争 1959 – 2011         | ミケル・レハルサ "エル・ロボ"                                                | バスク人                            | スペイン防衛情報局（CESID）                              | ETA                                                | |
| 北アイルランド紛争 1968 – 1998 | デニス・ドナルドソン                                                         | 北アイルランド                      | MI5 北アイルランド警察（PSNI）                           | IRA暫定派 シン・フェイン党                         | |
| 北アイルランド紛争 1968 – 1998 | "ケヴィン・フルトン"                                                         | 北アイルランド                      | ロイヤル・アイリシュ連隊 イギリス陸軍情報軍団            | IRA暫定派                                          | |
| 北アイルランド紛争 1968 – 1998 | フレディ・スカパティッチ "ステーキナイフ"                                    | イタリア                            | FRU                                                      | IRA暫定派 ISU                                      | |
| 北アイルランド紛争 1968 – 1998 | ロバート・ナイラック                                                         | イングランド モーリシャス生         | イギリス陸軍                                             | IRA暫定派                                          | |
| 対テロ戦争 2001 –              | "エイプリル・フール"                                                         | アメリカ                            | アメリカ合衆国                                           | イラク                                             | |

## リダブル・エージェント
リダブル・エージェント（re-doubled agent）は、二重スパイとして捕まり、外国の情報機関をミスリードさせることを余儀なくされたスパイのこと。F.M. Begoumは、「元々の雇用主に二重スパイをやっていることがばれ、再び忠誠心を見せるよう説き伏せられたもの」としている。
ヴィタリー・ユルチェンコはその例。

## 三重スパイ
三重スパイ（triple agent）は、一方には二重スパイのふりをし、もう一方には完全に二重スパイであるスパイのこと。忠誠心の相手を変える二重スパイと違って、元の雇用主を裏切らない。また、敵対する3つの組織（政府）のために働くスパイを指すこともある。この場合、それぞれの組織はスパイが自分たちのためだけに働いていると考える。
カトリーナ・レオン、ドゥシャン・ポポヴ、フマム・ ハリル・アブムラル・バラウィなど。
野坂参三はソ連のスパイであったとして日本共産党から除名されたが（野坂参三#最晩年の除名）、三重スパイあるいは四重スパイだったのではないかとの指摘がある（野坂参三#多重スパイ疑惑）。

## 二重スパイが重要な役割を果たした事件
- バビントン事件（英語版）
- レキシントン・コンコードの戦い
- オーヴァーロード作戦（ノルマンディー上陸作戦）
- チャップマン基地自爆テロ事件
- 冷戦
- デュケインのスパイ網
- グクラフンディ（英語版）
- ベトナム戦争
- 対テロ戦争
- 第四次中東戦争